# Eudorylas aptus
Eudorylas aptus är en tvåvingeart som först beskrevs av Hardy 1972.  Eudorylas aptus ingår i släktet Eudorylas och familjen ögonflugor. Inga underarter finns listade i Catalogue of Life.